# Exochus nigripalpis
Exochus nigripalpis là một loài tò vò trong họ Ichneumonidae.